# Буда (Крупський район, Крупська сільська рада)
Буда (біл. вёска Буда) — село в складі Крупського району Мінської області, Білорусь. Село підпорядковане Крупській сільській раді, розташоване в східній частині області.